# Lomonossow-Brücke
Die Lomonossow-Brücke (russisch Мост Ломоносова Most Lomonossowa) in Sankt Petersburg überquert den Fluss Fontanka. Mit ihren Türmen war die bewegliche Brücke typisch für das Petersburg des 18. Jahrhunderts. 
Die ursprüngliche Tschernyschow-Brücke war 63 Meter lang und 14,7 Meter breit. Sie wurde von 1785 bis 1787 erbaut. Im 19. Jahrhundert wurden andere bewegliche Brücken in feste Brücken umgebaut, um den Verkehr zu erleichtern. Die Tschernyschow-Brücke blieb unverändert und behielt das ursprüngliche Aussehen. Der bewegliche mittlere Abschnitt aus Holz wurde 1912 durch eine feste Metallbrücke ersetzt. Erst 1948 wurde die Brücke nach dem Gelehrten Michail Wassiljewitsch Lomonossow (1711–1765) umbenannt.